# Jorunna onubensis
Jorunna onubensis is een slakkensoort uit de familie van de Discodorididae. De wetenschappelijke naam van de soort is voor het eerst geldig gepubliceerd in 1986 door Cervera, Garcia-Gomez & Garcia.